# فرنسيس نيوتن بارسونز
فرنسيس نيوتن بارسونز (بالإنجليزية: Francis Newton Parsons) هو عسكري جنوب أفريقي، ولد في 23 مارس 1875 في دوفر في المملكة المتحدة، وتوفي في 10 مارس 1900 في جنوب أفريقيا.